# Karlov (Stará Paka)
Karlov je vesnice, část obce Stará Paka v okrese Jičín. Nachází se asi 3 km na sever od Staré Paky. V roce 2009 zde bylo evidováno 53 adres. V roce 2001 zde trvale žilo 49 obyvatel.
Karlov leží v katastrálním území Karlov u Roškopova o rozloze 2,25 km2.

## Historie
První písemná zmínka o obci pochází z roku 1386. Od roku 1995 je ves chráněna jako vesnická památková zóna.

## Pamětihodnosti
- Bývalý hostinec čp. 14
- Venkovský dům čp. 29